# 雷根斯堡體育和游泳會
雅恩雷根斯堡足球俱乐部（德語：SSV Jahn Regensburg）是一家位于德国雷根斯堡的足球俱乐部，处于德国足球乙级联赛。1889年，雅恩雷根斯堡最早是作为体操俱乐部成立，并以19世纪对德国体操界有巨大影响力的体操运动员弗里德里希·路德维希·雅恩的名字命名。足球部成立于1907年。